# Fæstningskanalen Lyngby-Taarbæk kommune
Fæstningskanalen i Lyngby-Taarbæk Kommune blev bygget i 1887-88. Fæstningskanalen var en del af Københavns befæstning, der under 1. verdenskrig var befæstningen, som skulle forhindre København at blive indtaget. Det ville man gøre ved at oversvømme rundt om København, så landtropper ikke havde mulighed for, at trænge ind i København. Ydermere var der en del batterier og forter, både på land og i vand. Fæstningskanalen gik fra Furesøen gennem Kongens Lyngby til Ermelunden.
Kanalen blev udvidet i 1914. Der blev under 1. verdenskrig indkaldt 50.000 mand, hvor de skulle stå vagt ved disse kanaler, forter og batterier. Ved Fæstningskanalen stod 2 soldater ved overgangen. De kunne oversvømme kanalen, hvis Danmark skulle blive besat. Hvis der kom krig, kunne man lede vand fra Furesøen gennem Lyngby til Ermelunden og her fra oversvømme et område ud til Øresund og til Utterslev Mose.
Der var vand i kanalen indtil 1920. Stykket mellem Lyngby Hovedgade og Lyngby Sø eksisterer dog stadig, og benyttes bl.a. andet af turbådene fra Baadfarten.